# Pherusa inflata
Pherusa inflata är en ringmaskart som först beskrevs av Treadwell 1914.  Pherusa inflata ingår i släktet Pherusa och familjen Flabelligeridae. Inga underarter finns listade i Catalogue of Life.